# Barnim Grüneberg

Barnim Grüneberg

Karl Barnim Theodor Grüneberg (* 27. Dezember 1828 in Stettin; † 22. August 1907 in Stettin) war ein deutscher Orgelbauer.

## Leben
Barnim Grüneberg entstammte einer Orgelbauerfamilie, die in Brandenburg an der Havel, Magdeburg und in Stettin wirkte. Sein Vater August Wilhelm Grüneberg war dort Orgelbauer. Der Bruder Hermann Grüneberg war ein bedeutender Chemiker und Unternehmer.
Nach dem frühen Tod des Vaters 1837 ruhte der Betrieb zunächst. Barnim Grüneberg lernte von 1843 bis 1847 bei Carl August Buchholz in Berlin, einem entfernten Verwandten. Danach ging er 1848 zu Friedrich Haas nach Luzern, zu Kyburz nach Solothurn, nach Salzburg, dann zum berühmten Aristide Cavaillé-Coll in Paris, nach Wien und London. Von 1849 bis 1853 war er Geselle bei Eberhard Friedrich Walcker in Ludwigsburg.
1854 kam Barnim Grüneberg nach Stettin zurück, wo er die väterliche Orgelbauwerkstatt in der Großen Domstraße 24 (heute ul. Farna) neu eröffnete. Er machte sie zu einer der bedeutendsten und produktivsten deutschen Orgelwerkstätten seiner Zeit.
Großherzog Friedrich Wilhelm II. von Mecklenburg-Strelitz verlieh ihm 1893 den Titel Hoforgelbauer. Barnim Grüneberg war Gründungsmitglied des Bundes Deutscher Orgelbaumeister und Mitglied der Johannisloge „Friedrich Wilhelm zur Liebe und Treue“ in Demmin.
1905 übernahm sein Sohn Felix (Johannes) Grüneberg mit seinem Bruder Georg die väterliche Werkstatt und verlegte sie 1906 nach Finkenwalde. Dort wohnte Felix von 1910 bis 1945 in der Grüneberg-Villa. 1933 wurde das Opus 1000 gefeiert. 1945 wurde die Produktion beendet.

## Orgelbau
Barnim Grüneberg war der bedeutendste Orgelbauer in Pommern im 19. Jahrhundert. Seine Orgelbau-Anstalt war eine der produktivsten in seiner Zeit. Die Instrumente wurden bis nach Mecklenburg und Brandenburg geliefert, unter seinen Söhnen bis nach Russland und Afrika.
Die Instrumente besaßen zunächst Schleifladen und mechanische Traktur, später Kegelladen und zum Schluss pneumatische Traktur. Erstmals baute er in die Orgel in Neustrelitz „einen Rollenschweller, mit dem sich jenes stufenlose Crescendo und Diminuendo bewirken lässt, das zu einem Merkmal der symphonischen Orchesterorgel der deutschen Spätromantik gehört“.
Barnim Grüneberg baute in Libau die größte Orgel seiner Zeit, mit 131 Registern auf vier Manualen und Pedal. Sie ist damit die bis heute größte mechanisch traktierte Orgel weltweit. Sein 450. Werk (Opus) war 1902 die Domorgel in Ratzeburg.

## Werk (Auswahl)
Barnim Grüneberg schuf über 450 Neu- und Umbauten von Orgeln, vor allem in Pommern, aber auch in Mecklenburg, Brandenburg und in weiteren Orten. Aufgeführt sind größere und einige kleinere Orgeln bis 1906. Eine ausführliche Liste enthält  weitere Instrumente. Spätere Bauten von Orgelbau-Anstalt B. Grüneberg sind bei Felix Grüneberg angegeben. Nicht mehr vorhandene Orgeln sind kursiv gesetzt.

### Orgelneubauten
| Jahr    | Opus | Ort                                   | Kirche                                                                          | Bild | Manuale | Register | Bemerkungen |
| ------- | ---- | ------------------------------------- | ------------------------------------------------------------------------------- | ---- | ------- | -------- | --- |
| 1854    | 1    | Bonin                                 | Dorfkirche                                                                      |      | I/p     | 4        | leeres Gehäuse erhalten |
| 1854    | 2    | Kummerow                              | Dorfkirche                                                                      |      | I/P     | 5        | 1855 Prospekt fertiggestellt, 1992 Restaurierung und Prospekteinbau durch Wolter |
| 1854    | 3    | Vellin, heute Wielin                  | Dorfkirche                                                                      |      | I/P     | 4        | erhalten |
| 1854    |      | Görmin                                | St. Marienkirche                                                                |      | I/P     | 7        | auf Weltausstellung 1855 in Paris gezeigt, eine der ältesten erhaltenen Kegelladen-Orgeln in Pommern, 2001 restauriert                                                                                                  |
| 1855    | 20   | Flemendorf                            | Marienkirche                                                                    |      | I/P     | 7+1      | Pedal als Transmissionsregister, 2003 restauriert durch Mecklenburger Orgelbau |
| 1856    |      | Kröslin                               | Kirche                                                                          |      | I/P     | 9        | 2002 Restaurierung durch Wolter |
| 1859    |      | Neustrelitz                           | Schlosskirche                                                                   |      | II/P    | 16       | erheblich beschädigt, nicht spielbar → Orgel |
| 1862    | 51   | Tempelburg, jetzt Czaplinek           | Kirche, jetzt Heilig-Kreuz-Kirche                                               |      | II/P    | 20       | erhalten |
| 1862    | 60   | Finkenwalde bei Stettin, heute Zdroje | Kirche, heute Heilig-Geist-Kirche                                               |      | II/P    | 10       | 1895 Reparaturen, dabei oder später pneumatischer Umbau, Register Gedackt 8' wahrscheinlich auch später eingesetzt, 2015 Restaurierung durch Karl Schuke (in Opusverzeichnis Nr. 60 für Greifenberg/Gryfino, vgl. 1865) |
| 1862/63 |      | Groß Jestin, heute Gościno            | Kirche, heute Kirche des heiligen Andrzej Bobola                                |      | II/P    | 12       | für neue Kirche (1865 eingeweiht), wahrscheinlich erhalten |
| 1863    |      | Penkun                                | Stadtkirche                                                                     |      | II/P    | 13       | 1959 restauriert durch Barnin Grüneberg jun. |
| 1863    | 67   | Bärwalde, jetzt Barwice               | Kirche, heute St. Stefan                                                        |      | II/P    | 13       | erhalten |
| 1864    | 70   | Stettin, jetzt Szczecin               | Schlosskirche                                                                   |      | II/P    | 23       | nach 1909/10 durch einen fast Neubau Grünebergs ersetzt |
| 1864    | 74   | Groß Zicker auf Rügen                 | Dorfkirche                                                                      |      | I/P     | 5        | 1999 Generalüberholung durch Wolter |
| 1865    |      | Greifenberg, heute Gryfino            | Kirche, heute Kirche Mariä Geburt                                               |      | II/P    | 30       | im Opusverzeichnis Nr. 60 angegeben (siehe oben); 2009 restauriert durch Kaczmarek |
| 1866    |      | Lauenburg, heute Lębork               | St. Salvator, heute Maria Königin von Polen                                     |      | II/P    | 20       | 1945 beschädigt, 1958 Reparatur, spielbar |
| 1868    | 112  | Massow, heute Maszewo                 | Kirche, heute Kirche der Gottesmutter von Tschenstochau                         |      | II/P    | 21       | nicht konzertangemessen spielbar |
| 1869    | 114  | Selmsdorf                             | St. Marien                                                                      |      | II/P    | 13       | 2009 Restaurierung durch W. Sauer |
| 1870    |      | Kartlow                               | St. Johannis 1872 Grünebergorgel in der Fachwerkkirche Leopoldshagen bei Anklam |      | I/P     | 10       | erhalten |
| 1874    | 157  | Feldberg                              | Stadtkirche                                                                     |      | II/P    | 18       | [ 25 ] |
| 1875    | 161  | Grischow                              | Kirche                                                                          |      | II/P    | 10       | 2011 restauriert durch Mecklenburger Orgelbau |
| 1877    | 178  | Bagemühl                              | Kirche                                                                          |      | I/P     | 6        | 2011 teilweise restauriert im Baltischen Orgelcentrum Stralsund, Pedalregister und Flöte 4' nicht spielbar |
| 1877    | 182  | Fürstenwerder                         | Stadtkirche Fürstenwerder                                                       |      | II/P    | 11       | 1997 restauriert durch Ulrich Fahlberg |
| 1879    | 203  | Langenhanshagen                       | Kirche Langenhanshagen                                                          |      | I/P     | 7+1      | Pedal ist Transmissionsregister, jetzt im Mecklenburgischen Orgelmuseum in Malchow |
| 1879    |      | Ketzin, Havel                         | Kirche St. Petri                                                                |      | II/P    | 14       | in Barockgehäuse von 1753, möglicherweise von Gottlieb Scholtze |
| 1879    | 204  | Mellenthin                            | Kirche                                                                          |      | I/p     | 4        | [ 31 ] [ 32 ] |
| 1880    | 208  | Gültz                                 | Kirche                                                                          |      | II/P    | 11       | [ 33 ] |
| 1880    |      | Krieschow, Niederlausitz              | Kirche                                                                          |      | I/P     | 9        | [ 34 ] |
| 1881    |      | Bad Polzin, heute Połczyn-Zdrój       | Marienkirche, heute Kirche der Unbefleckten Empfängnis Mariens                  |      | II/P    | 28?      | später Umbauten, heute pneumatisch mit elektrischem Spieltisch, II/P, 28 |
| 1881    |      | Verchen                               | Klosterkirche                                                                   |      |         |          | erhalten, auch spielbar? |
| 1882    | 227  | Lauenburg, heute Lębork               | St. Jakobi                                                                      |      | II/P    | 19       | erhalten |
| 1884    | 255  | Stettin                               | Konzert- und Vereinshaus                                                        |      |         |          | 1929 ersetzt durch Grüneberg-Orgel, diese 1944 zerstört |
| 1884    | 257  | Beggerow                              | Ev. Kirche                                                                      |      | I/P     | 9        | |
| 1882    | 230  | Haarlem, Südafrika                    | Evangelisch-Lutherische Kirche                                                  |      | I/P     | 6        | erhalten? |
| 1885    | 265  | Humansdorp, Südafrika                 | Niederdeutsche reformierte Gemeinde                                             |      | I/P     | 6        | 1886 aufgebaut, 1939 umgesetzt nach Clarkson, Südafrika in die Herrnhuter Brüdergemeine (Moravian Church), 1964 restauriert, erhalten?                                                                                  |
| 1886    |      | Bublitz, heute Bobolice               | Kirche, heute Mariä Himmelfahrt                                                 |      | II/P    | 21       | erhalten |
| 1886    |      | Klein Schwarzsee, heute Czarne Małe   | Kirche, heute Mariä Himmelfahrt                                                 |      | I/P     | 9        | erhalten |
| 1888    |      | Cammin, heute Kamień Pomorski         | Dom                                                                             |      | III/P   | 44       | im Barockprospekt von 1672, 2004 ersetzt durch Rekonstruktion der Barockorgel → Orgel#Neubau von Barnim Grüneberg 1888                                                                                                  |
| 1891    |      | Groß Nemerow                          | Kirche                                                                          |      | I/P     | 10       | erhalten |
| 1891    |      | Alt Käbelich                          | Dorfkirche                                                                      |      | I/P     | 9        | erhalten |
| 1892    |      | Putbus, Rügen                         | Schlosskirche Putbus                                                            |      | II/P    | 14       | 1995 Generalüberholung durch Wolter |
| 1893    |      | Neustrelitz                           | Stadtkirche                                                                     |      | III/P   | 45       | größter Orgelneubau von Barnim Grüneberg, 2001 Teilsanierung durch Mecklenburger Orgelbau und Sauer, 2005 Fertigstellung durch Christian Scheffler und Mecklenburger Orgelbau.                                          |
| 1895    | 381  | Ahlbeck                               | Kirche                                                                          |      | II/P    | 15       | [ 48 ] [ 49 ] |
| 1896    | 386  | Ganschendorf                          | Kirche                                                                          |      | I/P     | 9        | erhalten |
| 1896    | 387  | Stettin ?, heute Szczecin             | Kirche, heute Kirche Mariae von der immerwährenden Hilfe                        |      | I/P     | 10       | erhalten, Opus 387 auf Firmenschild, in Opusverzeichnis wurde diese aber in Grenz, Uckermark aufgebaut (also entweder von dort nach Stettin umgesetzt oder Irrtum im Opusverzeichnis)                                   |
| 1897    | 393  | Koserow, Usedom                       | Kirche                                                                          |      | I/P     | 9        | 1994 Generalüberholung durch Wolter |
| 1899    |      | Bartow                                | Kirche                                                                          |      | II/P    | 11       | erhalten |
| 1901    |      | Berlin                                | Französische Kirche                                                             |      | II/P    | 13       | 1945 zerstört |
| 1902    |      | Kasnevitz, Rügen                      | St. Jacobi                                                                      |      | II/P    | 12       | 1999 Restaurierung durch Wolter |
| 1904    | 488  | Usedom                                | St. Marien                                                                      |      | II/P    | 14       | restauriert und rekonstruiert 2025 |
| 1905    |      | Atterwasch, Niederlausitz             | Dorfkirche                                                                      |      | I/P     | 7        | erhalten |
| 1905    | 505  | Gehren                                | Kirche                                                                          |      | II/P    | 8        | erhalten |
| 1906    |      | Anklam                                | Katholische Pfarrkirche St. Salvator                                            |      | II/P    | 12       | wahrscheinlich durch Felix Grüneberg gebaut, 2006 Restaurierung durch Wolter |
| 1906    |      | Stralsund                             | St. Marien                                                                      |      | I/P     | 5        | wahrscheinlich durch Felix Grüneberg gebaut → Kleine Orgel |
| 1906    |      | Burg Stargard                         | Stadtkirche                                                                     |      | II/P    | 13       | wahrscheinlich schon durch Felix Grüneberg, erhalten |

### Weitere Arbeiten
| Jahr      | Opus | Ort                     | Kirche                    | Bild | Manuale | Register | Bemerkungen |
| --------- | ---- | ----------------------- | ------------------------- | ---- | ------- | -------- | --- |
| 1865      | 80   | Altentreptow            | St.-Peter-Kirche          |      | II/P    | 31       | Erweiterung der Orgel von Johann Simon Buchholz von 1812, 2002–2003 Restaurierung durch Scheffler → Orgel                  |
| 1865      |      | Krummin                 | St. Michael               |      | I/P     | 9        | Einbau eines Pedals einer Buchholz-Orgel von etwa 1850, 1993 Restaurierung durch Wolter                                    |
| 1866      |      | Demmin                  | St. Bartholomaei          |      | IV/P    | 52       | Umbau und Erweiterung einer Buchholz-Orgel von 1819 bei Beibehaltung der Pfeifen → Orgel                                   |
| 1868–1870 | 112  | Stettin, heute Szczecin | St. Jakobi                |      |         |          | Umbau/Erneuerung der bestehenden Orgel, danach zweimal erweitert auf IV/P, 69, 1944 zerstört                               |
| 1881      |      | Bobbin, Rügen           | St.-Pauli-Kirche          |      | I/P     | 6        | Einbau von zwei Pedalregistern in Buchholz-Orgel von 1842 (vorher I/4), 2007 Restaurierung und Prospekteinbau durch Wolter |
| 1885      |      | Libau, heute Liepāja    | Dreifaltigkeitskathedrale |      | IV/P    | 131      | Erweiterung zur damals größten Orgel der Welt, heute größte mechanisch traktierte Orgel → Orgel                            |
| 1901      |      | Userin                  | Kirche                    |      | I/P     | 9        | Aufbau einer Orgel von 1870 von einem nicht bekannten Orgelbauer aus Westpreußen                                           |
| 1902      | 450  | Ratzeburg               | Dom                       |      | III/P   | 41       | Umbau einer Orgel von Friedrich Albert Mehmel von 1881; nicht erhalten → Orgelgeschichte                                   |